# Schlecker

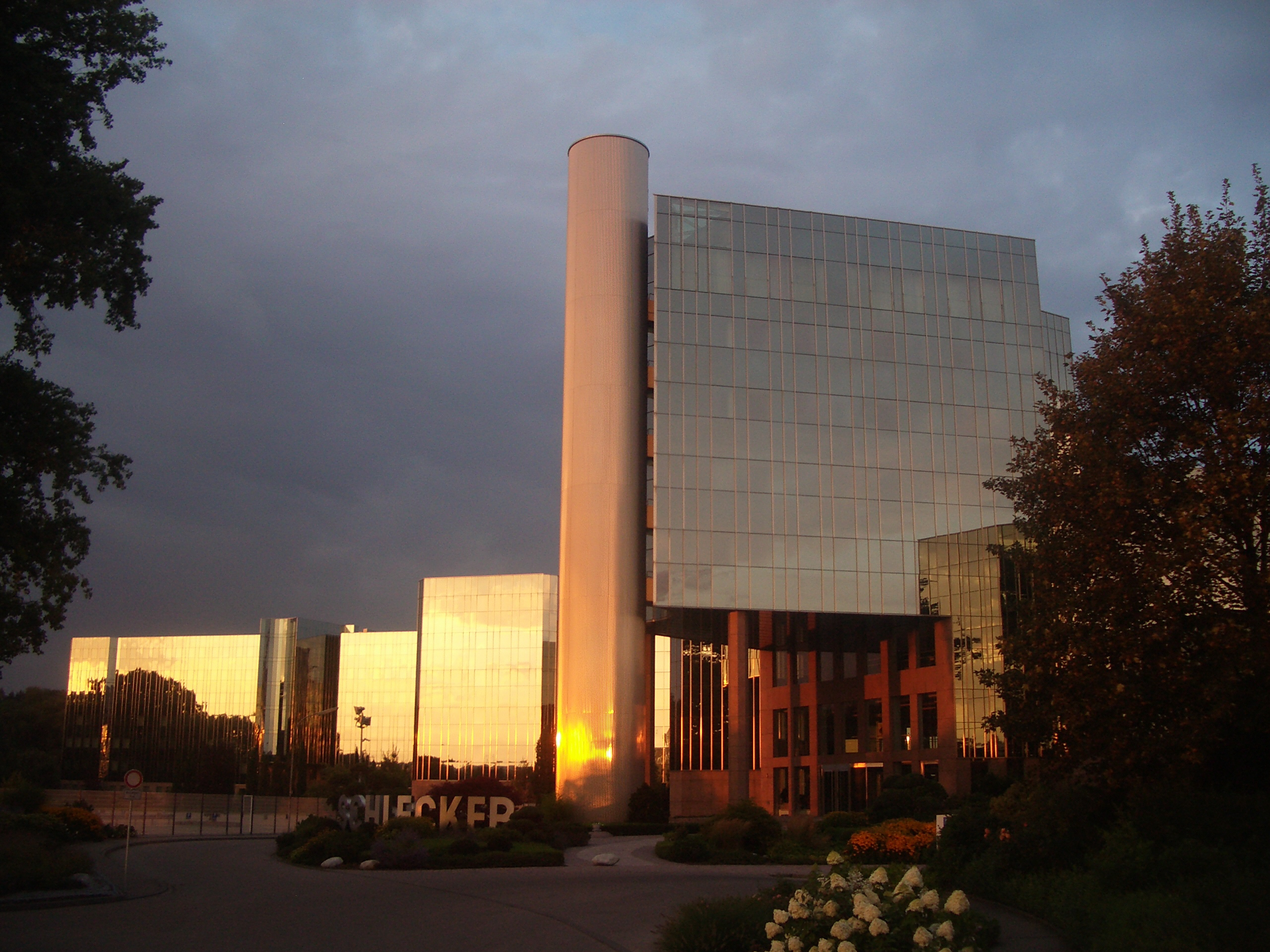
Hauptsitz in Ehingen (Donau)

Anton Schlecker e. K. i. I. war ein 1975 von Anton Schlecker gegründetes Unternehmen mit Sitz in Ehingen (Donau), das bis 2012 die Drogeriemarktketten Schlecker und Ihr Platz, einen Versandhandel per Onlineshop und Katalog, Bau- und Möbelmärkte sowie Tankstellen betrieb.
Am 23. Januar 2012 stellten Anton Schlecker, der Alleininhaber der Anton Schlecker e.K., sowie die Tochtergesellschaften Schlecker XL GmbH und Schlecker Home Shopping GmbH beim Amtsgericht Ulm Antrag auf Eröffnung eines Insolvenzverfahrens, das am 28. März 2012 eröffnet wurde. Der Gläubigerausschuss beschloss am 1. Juni 2012 die Zerschlagung der insolventen Kette. Am 27. Juni 2012 schlossen mit Ausnahme der großen XL-Märkte und der Filialen der Ihr Platz GmbH & Co. KG sämtliche Schlecker-Filialen. Am 28. Juni 2012 verkündete der Insolvenzverwalter das Aus für die Schlecker XL GmbH. Die Tochtergesellschaft Ihr Platz wurde nach dem Verkauf der einzelnen Filialen ebenfalls aufgelöst. Der Ausverkauf in den 367 Ihr Platz-Filialen startete am 26. Juli 2012.
Von der Insolvenz nicht betroffen waren die Konzerntöchter außerhalb Deutschlands (siehe Abschnitt Schlecker International). Diese waren die hundertprozentigen Töchter Schlecker SNC in Frankreich (im Mai 2012 verkauft) und die Schlecker International GmbH, in der die anderen internationalen Aktivitäten in zwei hundertprozentigen Tochtergesellschaften gebündelt waren. Namentlich waren dies die österreichische Anton Schlecker Gesellschaft m.b.H. (verkauft am 1. August 2012) und die spanische Schlecker S.A., deren Gesellschaften für jeweils vier weitere europäische Länder unterstellt waren.
Der Online-Versandhandel der Schlecker Home Shopping GmbH wurde am 12. August 2012 eingestellt.
Die Rechte für die Marke Schlecker liegen seit 2021 bei der Unternehmensgruppe des Unternehmers Patrick Landrock. Anfang 2022 äußerte er die Absicht, die Marke wieder an den Markt zu bringen, realisierte dies bislang aber nicht.

## Konzerngeschichte

### Gründung und erste Jahre
Von 1965 bis zur Firmengründung arbeitete Anton Schlecker (* 1944) als Metzgermeister im Unternehmen seines Vaters, das damals aus 17 Metzgereien und einer Fleischfabrik bestand.

1967 eröffnete Schlecker das erste SB-Warenhaus („Schleckerland“) in Ehingen. Weitere Eröffnungen folgten in Neu-Ulm, Geislingen an der Steige, Göppingen und Schwäbisch Gmünd. Als 1974 die Preisbindung für Markenartikel als unzulässig erklärt wurde, eröffnete er im Folgejahr in Kirchheim unter Teck seinen ersten Drogeriemarkt. 1977 betrieb Schlecker bereits mehr als 100 Drogerien. Er steigerte deren Anzahl bis 1984 auf 1000 Filialen und galt seit 1994 als Marktführer.

### Expansion

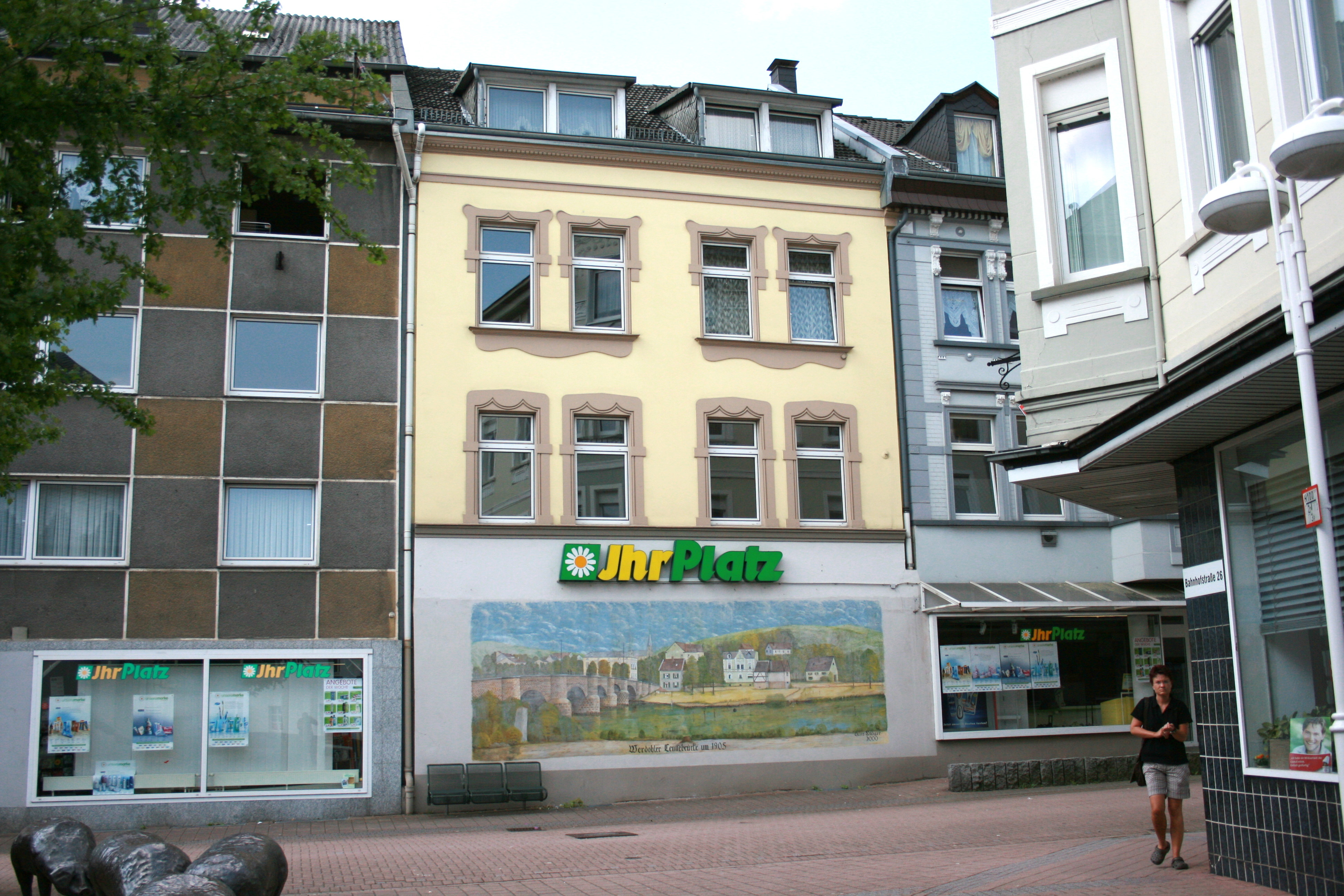
Filiale von IhrPlatz in Werdohl

Nach und nach expandierte Schlecker deutschlandweit. Ab 1987 folgte der Markteintritt in Europa, zuerst in Österreich, 1989 in den Niederlanden und Spanien. Durch die Übernahme des französischen Unternehmens Superdrug konnte Schlecker 1991 in Frankreich Fuß fassen. Im Jahr 1999 erfolgte die Expansion nach Italien, 2004 nach Polen und Dänemark. 2005 wurden Filialen in Tschechien und Ungarn, 2006 in Portugal eröffnet. Neben Österreich und Spanien entwickelten sich auch Italien sowie Tschechien und Polen zu wichtigen Auslandsmärkten für Schlecker. Andere Länder kamen über ihre Start-up-Phase nicht weit hinaus.
Das Ehepaar Anton und Christa Schlecker wurde 1998 per Strafbefehl durch das Landgericht Stuttgart zu einer Freiheitsstrafe von je zehn Monaten auf Bewährung und zu einer Geldstrafe in Höhe von einer Million Euro verurteilt, weil den Schlecker-Beschäftigten vorgetäuscht worden war, sie würden nach Tarif bezahlt. Tatsächlich waren die Löhne niedriger, was das Gericht als Betrug wertete.
Nicht nur durch Expansion, sondern auch durch Akquisition weitete Schlecker das Geschäft aus. So wurden die 240 Sconti-Märkte der Rewe Group 2001 übernommen. 2005 integrierte Schlecker 91 Filialen der Drogeriekette idea – die grüne Drogerie der Rewe Group in das eigene Filialnetz. Ende 2006 übernahm Schlecker die führende tschechische Drogeriekette Droxi, die zum Feinkosthaus Julius Meinl gehört hatte. Zum 31. Dezember 2007 akquirierte Schlecker den einstigen Konkurrenten Ihr Platz für 150 Millionen Euro und führte ihn als Premiumzweitmarke weiter. Auch fast 100 größere Schlecker-Filialen sollen unter Ihr Platz firmiert haben. Ende August 2009 genehmigte das Bundeskartellamt die Übernahme von maximal 71 ehemaligen Woolworth-Filialen.

### Entwicklung von 2000 bis 2010

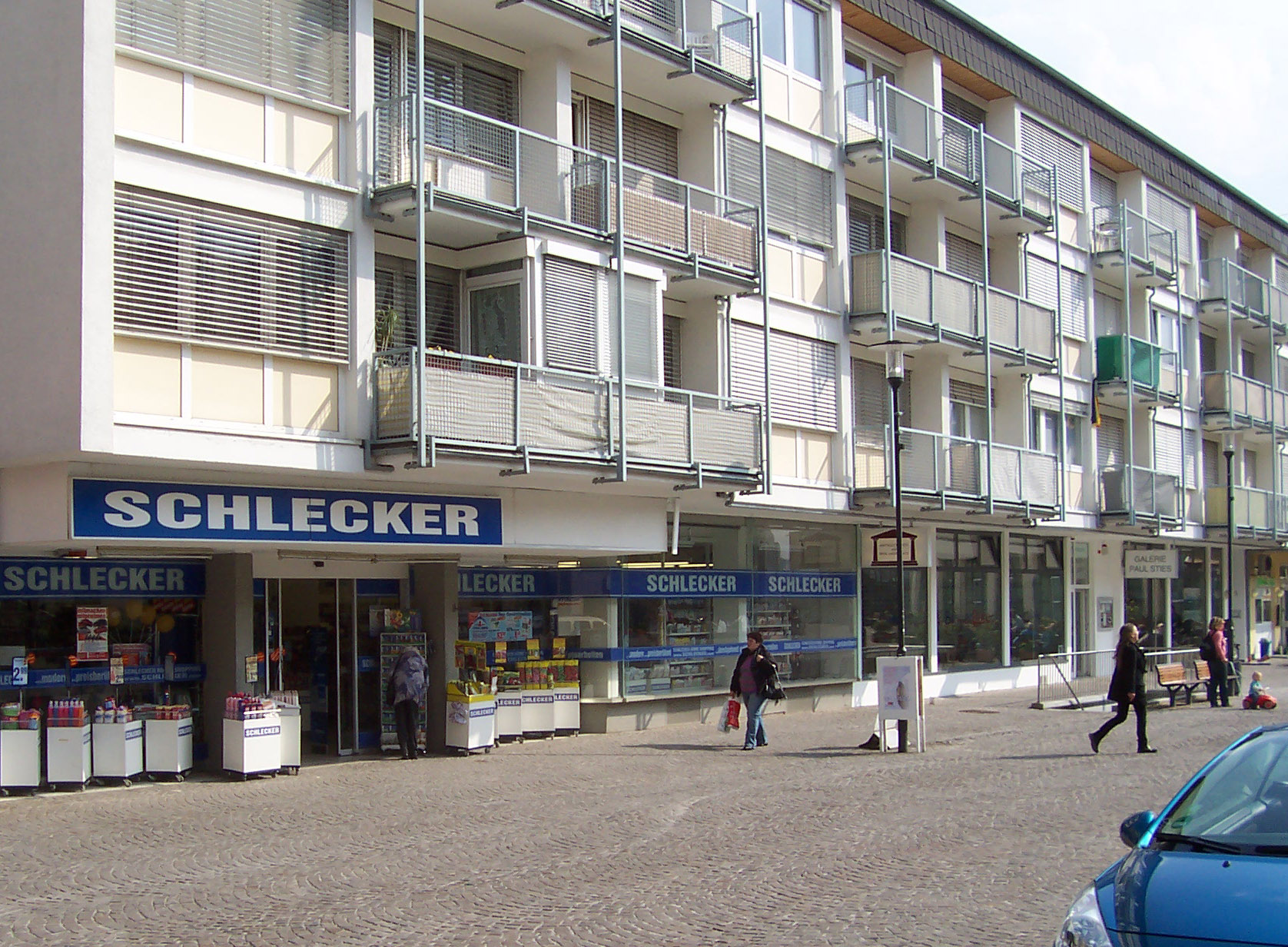
Filiale von Schlecker in Kronberg im Taunus (2010)

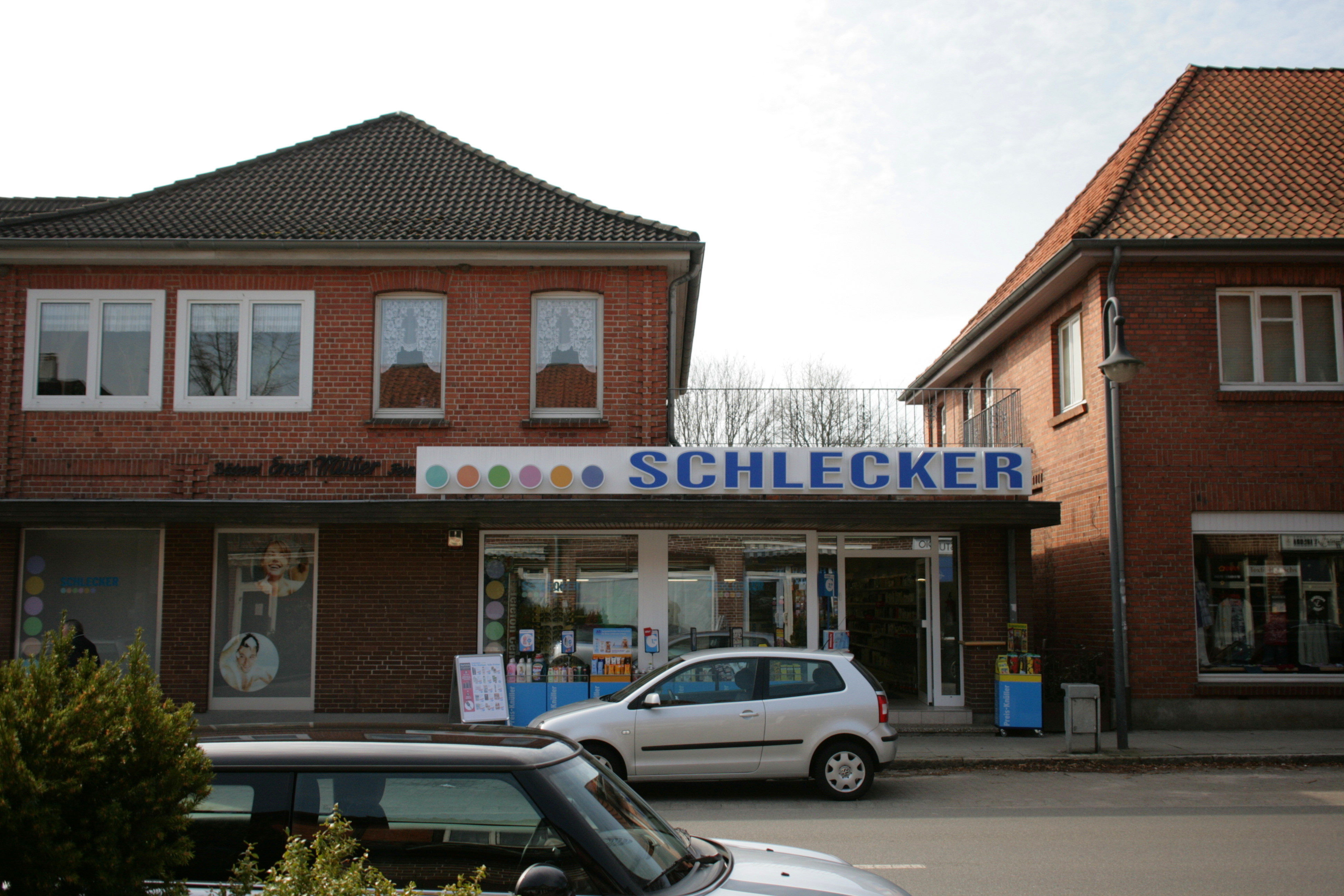
Filiale von Schlecker XL in Bienenbüttel (2010)

Bis 2011 genutztes Logo von Schlecker

Im Jahr 2000 wurde der Onlineshop Schlecker Home Shopping eröffnet, dessen Sortiment nach Angaben des Unternehmens 100.000 Artikel umfasste. Die Artikel des Sortiments wurden auch über einen regelmäßig aktualisierten Katalog vertrieben. Für das Versandgeschäft wurde 2004 ein neues Logistikzentrum nahe Ehingen-Berg in Betrieb genommen. In einer repräsentativen Kundenbefragung vom Bundesverband des Deutschen Versandhandels wurde der Onlineshop 2009 in der Kategorie „Kosmetik-Drogerie“ unter die besten Einkaufs-Adressen im Internet gewählt.
Seit Mitte 2007 war Schlecker im Großhandelsgeschäft tätig und kaufte für andere Händler ein. Hierdurch sollte die firmeneigene Logistik besser ausgelastet und durch die Volumenerhöhung die Einkaufspreise der Artikel weiter gedrückt werden.
Seit Februar 2008 betrieb Schlecker im niederländischen Heerlen die Versandapotheke Vitalsana.
2008 machten europaweit mehr als 14.000 Filialen mit ca. 50.000 Mitarbeitern einen Jahresumsatz von über 7 Milliarden Euro.
Der Aufstieg von Schlecker zur größten Drogeriemarktkette Europas wurde damals als Erfolgsgeschichte im europäischen Einzelhandel bezeichnet.
Zum 1. Januar 2010 hatte die zur Schwarz-Gruppe gehörende Handelskette Kaufland vier der fünf Schleckerland-Selbstbedienungs-Warenhäuser übernommen, umgebaut und auf das Kaufland-Konzept umgestellt. Das Schleckerland Neu-Ulm hingegen wurde als Einkaufszentrum mit Schlecker XL-Markt neu eröffnet, da Kaufland dort zu diesem Zeitpunkt bereits zwei Filialen betrieb. Am 21. Januar 2010 kündigte Schlecker an, aufgrund „geschäftlicher Probleme“ noch im Jahr 2010 etwa 500 Filialen schließen zu wollen.
Im August 2010 wurde ein Datenleck bei einem Bonner IT-Dienstleister bekannt. Datensätze von 150.000 Schlecker-Kunden waren wegen einer Sicherheitslücke im Internet öffentlich zugänglich. Laut dem Datenleckentdecker Tobias Huch war Schlecker für das Leck nicht verantwortlich. Das Datenleck wurde sofort nach seiner Entdeckung geschlossen. Die Datensätze enthielten den Namen des Kunden, Adresse, E-Mail-Adresse und sein Kundenprofil. Zudem waren die E-Mail-Adressen von 7,1 Millionen Newsletter-Abonnenten zugänglich. Schlecker erstattete Strafanzeige gegen unbekannt und bot betroffenen Kunden einen 5-Euro-Einkaufsgutschein an. Zudem wurden Verbesserungen der Sicherheitsstandards initiiert.
Im Oktober 2010 wurden die Schlecker-Betriebsräte der Bezirke Mayen und Fürth/Herzogenaurach mit dem Deutschen-Betriebsräte-Preis 2010 in Gold ausgezeichnet.
Mitte November 2010 gaben Lars und Meike Schlecker, Kinder von Anton Schlecker und seit zehn Jahren im Unternehmen tätig, bekannt, nun für den Außenauftritt des Unternehmens verantwortlich zu sein. Bis Mitte 2012 sollten 230 Millionen Euro investiert werden, um die Filialen wettbewerbsfähiger zu machen.

### Entwicklungen ab 2011
Seit dem Jahresanfang 2011 verwendete Schlecker ein neues, von der zur Düsseldorfer Grey-Gruppe gehörenden Design-Agentur KW43 Branddesign erarbeitetes Logo.
Im Januar 2011 gab Schlecker im Zuge des Zukunfts- und Investitionsprogramms Fit for Future eine Veränderung der internen Führungsstruktur bekannt: Als zweite Führungsebene unterhalb der Inhaberfamilie wurde eine Vorstandsebene mit Thorben Rusch für Wareneinkauf, Marketing und Vertrieb und Sami Sagur für Verwaltung und Personal gebildet. Neben diesen beiden neu gegliederten Bereichen berichteten aber Stabsabteilungen (zum Beispiel für Immobilien, Personalentwicklung und Unternehmenskommunikation) weiterhin direkt an die Familie Schlecker. Die neue Führungsstruktur sollte Lars Schlecker und Meike Schlecker die Führung des Unternehmens erleichtern. Für Schlecker war es ein Novum, dass mit Sami Sagur ein von außen relativ neu ins Unternehmen gekommener Manager eine derart exponierte Führungsposition erhält. Das mit Hilfe von externen Beratern erarbeitete Programm Fit for Future sollte zu einer umfangreichen Neupositionierung führen, das Image verbessern und Schlecker zu einem modernen Nahversorger entwickeln. Dies sollte durch tief greifende Änderungen bei Sortiment und Ladenbau sowie bei Kommunikation und Marketing erreicht werden.
Im Juni 2011 gab Schlecker bekannt, dass man seit drei Jahren Verluste erwirtschafte und im Gesamtjahr 2011 vermutlich 500 bis 800 Filialen schließen wolle. Mit einem neuen Regelwerk für die Führungskräfte des Unternehmens sollte der schlechte Ruf des Unternehmens in Bezug auf Arbeitnehmerrechte verbessert werden. Die Schlecker-Führungsgrundsätze wurden – erstmals in der Unternehmensgeschichte – vorab mit der Gewerkschaft Ver.di abgestimmt. So erkannten Ver.di-Handelssekretär Achim Neumann und Ver.di-Chef Frank Bsirske diese auch als „nachvollziehbare Management-Methoden“ an. Die neuen Führungsgrundsätze sollten den Umgang zwischen Vorgesetzten und Mitarbeitern verbindlich regeln, Konflikten vorbeugen und das diesbezüglich bisher problematische Image Schleckers korrigieren.
Im Sommer 2011 hatte Schlecker neben der Konzernwebsite drei weitere unternehmenseigene Internetauftritte eingerichtet, einen Unternehmensblog, eine Ratgeberwebsite sowie eine Website der ebenfalls neu ins Leben gerufenen Schlecker-Nachbarschaftsinitiative „Der gute Nachbar“. Deren umfassten etwa die Neugestaltung einer nachbarschaftlich genutzten Grünanlage, Unterstützung bei der Durchführung eines Dorffestes oder Hilfe für eine Igelaufzuchtstation.

### Konzernstruktur 2012
In einem Organigramm von CASH nach dem Insolvenzgang im ersten Halbjahr 2012 stellte sich die Konzernstruktur wie folgt dar:
- Konzernmutter: Anton Schlecker e.K. (insolvent)
  - 100%-Töchter in Deutschland, diese waren:
    - Ihr Platz GmbH & Co. KG (insolvent)
    - Schlecker XL GmbH (insolvent)
    - Schlecker Home Shopping GmbH (insolvent)

  - Frankreich: Schlecker SNC (nicht insolvent; im Mai 2012 verkauft[12])
  - Andere Länder in Europa: Schlecker International GmbH (mit allen unterstellten Töchtern nicht insolvent):
    - Österreich und Teileuropa: Anton Schlecker Gesellschaft m.b.H. (im Juli 2012 in Österreich verkauft)
      - Luxemburg (Zweigniederlassung): Anton Schlecker Gesellschaft m.b.H.
      - Belgien (Niederlassung): Anton Schlecker Gesellschaft m.b.H.
      - Polen (Niederlassung): Anton Schlecker Sp. z o. o. Oddział w Polsce
      - Italien (aufgeteilt; 100%-Tochter): Anton Schlecker Gesellschaft m.b.H. Sede secondaria in Italia

    - Spanien und Teileuropa: Schlecker S.A. (Ende September 2012 verkauft an DIA S.L.)[45]
      - Niederlande (100%-Tochter): VITALSANA B.V.
      - Portugal (100%-Tochter): Schlecker Portugal Sociedade Unipessoal, Limitada (Ende September 2012 verkauft an DIA S.L.)[45]
      - Tschechien (100%-Tochter): Schlecker a.s. (Ende April 2012 verkauft[46])
      - Italien (aufgeteilt; 100%-Tochter): Anton Schlecker S.r.l.

 Konzernzerschlagung
Nach den Insolvenzen und Schließungswellen in Deutschland im ersten Halbjahr 2012 (s. u. Schlecker Deutschland) sollte der Verkauf der ausländischen Tochterunternehmen weiter vorangetrieben werden.
Veräußert wurden die europäischen Konzernunternehmen:
- Ende April 2012 in Tschechien, 145 Filialen, verkauft an die tschechische Drogeriekette p.k. Solvent (PKS), innerhalb der sie unter dem Markennamen Teta auftreten,[46] der Unternehmensübergang wurde Anfang August abgeschlossen.[47]
- Im Mai 2012 in Frankreich, 139 Filialen mit 750 Mitarbeitern, verkauft an den französischen Lebensmittel-Einzelhändler Système U.[12]
- Anfang August 2012 wurde die österreichische Konzerntochter Anton Schlecker Gesellschaft m.b.H. inklusive deren europäische Tochtergesellschaften mit allen Filialen an eine Investorengruppe rund um Rudolf Haberleitner, Eigentümer des Private-Equity-Fonds TAP 09 (s. u. Anton Schlecker GmbH (Österreich)), verkauft.

## Schlecker Deutschland

### Insolvenz Anfang 2012
Im Dezember 2011 berichtete Spiegel Online über „massive Liquiditätsprobleme“ im Hause Schlecker. Nach Unternehmens-Verlusten in den vorangegangenen drei Jahren soll Unternehmenschef Anton Schlecker zur Abwehr der Liquiditätsprobleme einen hohen zweistelligen Millionenbetrag seines Privatvermögens in das Unternehmen investiert haben.
Anton Schlecker, der unter der Firma Anton Schlecker e.K. (§ 17 HGB) handelt, und die Tochtergesellschaften Schlecker XL GmbH und Schlecker Home Shopping GmbH stellten am 23. Januar 2012 wegen Zahlungsunfähigkeit beim Amtsgericht Ulm einen Insolvenzantrag. Zunächst hatte es geheißen, dass das Tochterunternehmen Ihr Platz von der Insolvenz nicht betroffen sei. Dieses stellte jedoch am 26. Januar 2012 ebenfalls einen Insolvenzantrag. Dies war somit die zweite Insolvenz von Ihr Platz.
Nach Recherchen des Handelsblatts schmolz das Privatvermögen der Familie durch die Insolvenz des Unternehmens Schlecker von rund 1,65 Milliarden Euro auf circa 35 bis 40 Millionen Euro, das zum großen Teil im Besitz der Kinder Lars und Meike sei. Dieses Geld sei durch die Kinder mit ihrer Leiharbeitsfirma Meniar erwirtschaftet worden, einem Subunternehmen der Familie Schlecker, über das sie etwa 4.300 Arbeitskräfte, die von Schlecker entlassen wurden, zu schlechteren Konditionen in Leiharbeitsverträgen an Schlecker vermittelt hatte. Insolvenzverwalter Geiwitz bezeichnete die Angabe über das Restvermögen als „reine Spekulation“. Man könne der Familie vieles vorwerfen, „nicht aber die Rettung von Vermögen in großem Stil“, vielmehr habe die Familie zwischen 2008 und 2011 mehrere Hundert Millionen Euro in die Sanierung Schleckers gesteckt, insgesamt etwa eine Milliarde Euro in den letzten zehn Jahren.
Insgesamt beliefen sich im Juni 2012 die Forderungen der Gläubiger nach Angaben von Geiwitz auf 665 Millionen Euro. Der Insolvenzverwalter kalkulierte mit einer Endsumme von etwa 800 Millionen Euro. Nach Angaben der Wirtschaftswoche hatten die Kinder Anton Schleckers Forderungen in Höhe von insgesamt rund 176 Millionen Euro angemeldet: Meike Schlecker forderte 48,43 Millionen Euro, ihr Bruder Lars Schlecker 48,9 Millionen Euro. Dazu summierten sich Forderungen der privaten Logistikfirma Logistik- und Dienstleistungsgesellschaft mbH (LDG), in Höhe von 76 Millionen Euro. Auch die LDG steht im Eigentum der Schlecker-Kinder. Ebenfalls nach Angaben der Wirtschaftswoche forderten auch die Bundesagentur für Arbeit und die Kreditversicherungsgruppe Euler Hermes „dreistellige Millionenbeträge“. Hinzu kamen Forderungen des Finanzamtes von 73,2 Millionen Euro.

#### Erste Schließungswelle
Die Unternehmensleitung während des Insolvenzverfahrens oblag dem Insolvenzverwalter Arndt Geiwitz. Am 29. Februar 2012 gab Geiwitz bekannt, dass Schlecker jede zweite Filiale schließen werde; vom Arbeitsplatzabbau betroffen wären demnach etwa 11.500 Mitarbeiter in den Schlecker-Filialen.
Die operative Geschäftsführung hatten die Geschäftsführer Thorben Rusch und Sami Sagur.
Am 11. März 2012 bestätigte ein Sprecher des Bundeswirtschaftsministeriums einen Zeitungsbericht, nach welchem Schlecker keine Hilfe von der bundeseigenen Förderbank KfW erhielte. Eine erste Liste mit ca. 2.500 zu schließenden Märkten wurde am 13. März 2012, eine Entlassungsliste mit ca. 11.200 Beschäftigten am 20. März 2012 bekannt. Die Bundesländer verhandelten über die Bildung einer Transfergesellschaft, für die aber ca. 70 Millionen Euro benötigt werden. Am 28. März 2012 wurde bekannt, dass eine Transfergesellschaft unter Beteiligung aller Bundesländer gescheitert sei; stattdessen wollten die Bundesländer Baden-Württemberg, Bayern und Nordrhein-Westfalen eine Transfergesellschaft gründen, in der dann auch nur die Mitarbeiter der in diesen Bundesländern von den Filialschließungen betroffenen Schlecker-Mitarbeiter aufgenommen würden. Eine Transfergesellschaft kam dann aber nicht zustande, weil Bayern eine Teilnahme abgelehnt hatte. Nach der Landtagswahl in NRW am 13. Mai 2012 sagte auch NRW-Arbeitsminister Guntram Schneider, das Land NRW sei nicht in der Lage, für eine Transfergesellschaft oder einen Sonderfonds zu zahlen.
Bis 24. März 2012 schlossen 2200 Schlecker-Filialen, die ca. 40 Prozent des Filialnetzes ausmachten.
Am 28. März 2012 eröffnete das Amtsgericht Ulm das Insolvenzverfahren.

#### Zweite Schließungswelle

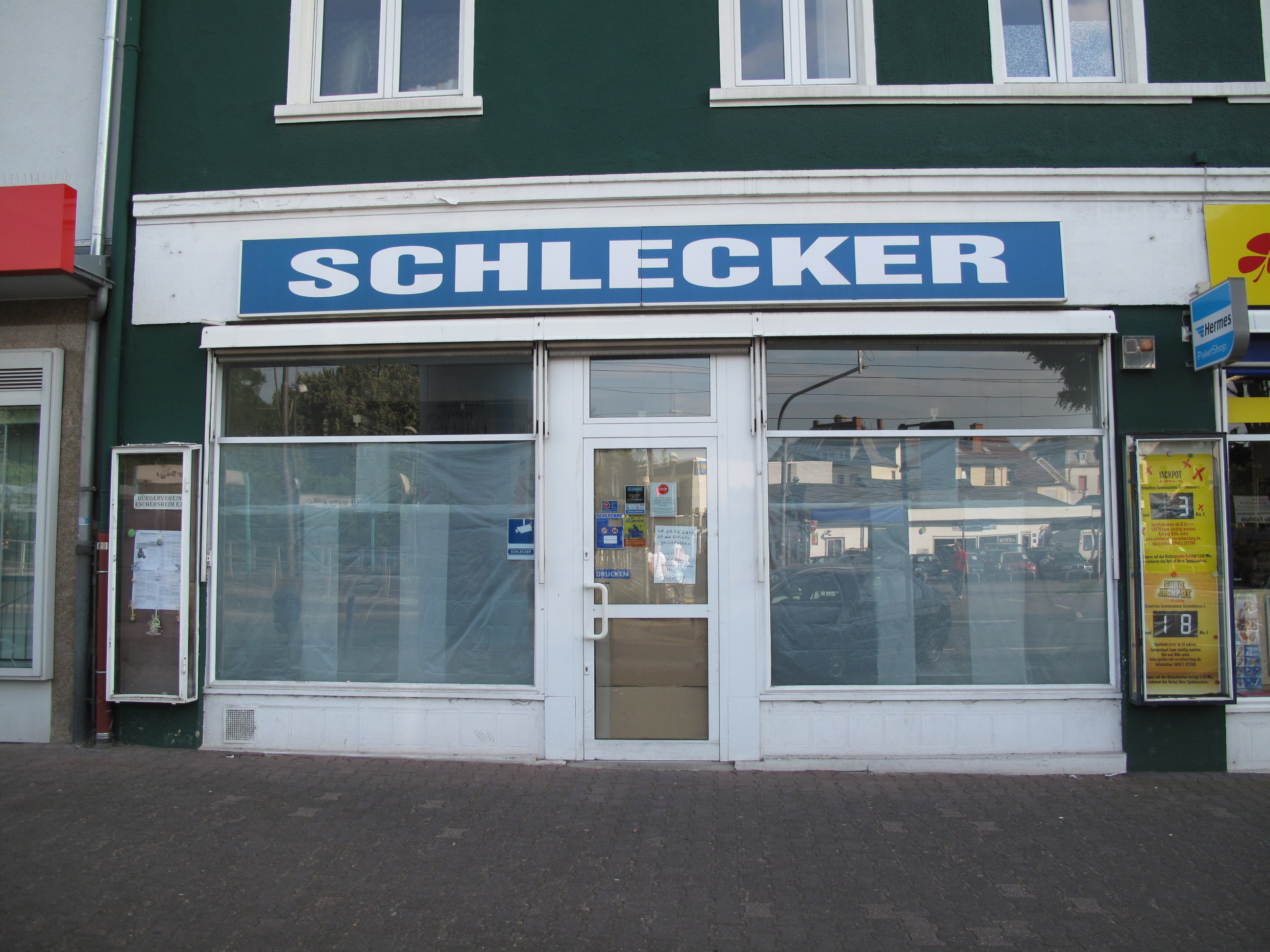
Geschlossene Schlecker-Filiale mit abgeklebten Schaufenstern in Frankfurt am Main …

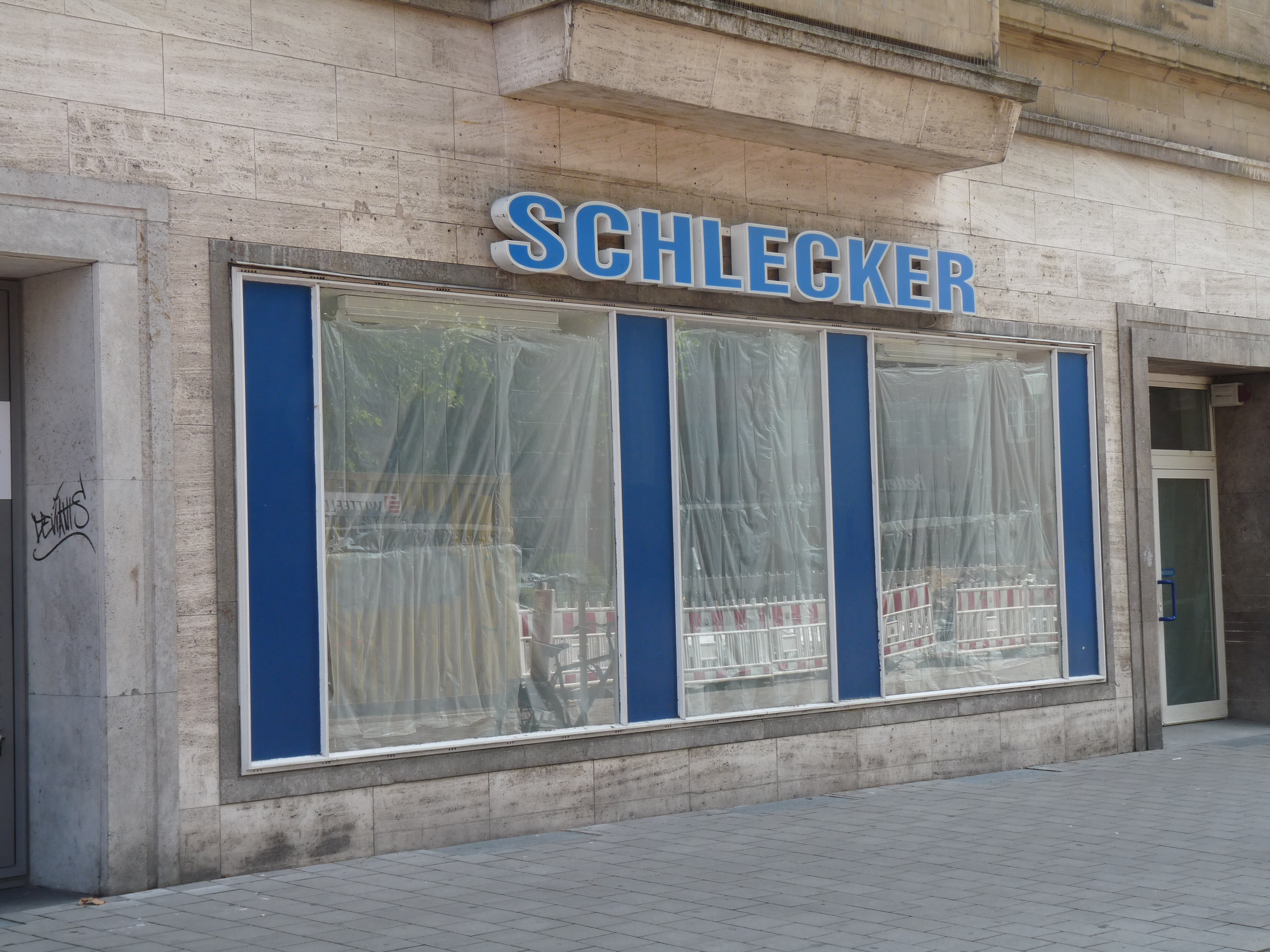
… und in Münster im Juli 2012

Am 1. Juni 2012 beschlossen die Gläubiger die Zerschlagung des Unternehmens. Der Gläubigerausschuss sah keine Perspektive für eine Fortführung von Schlecker oder die Veräußerung des Gesamtkonzerns an einen Investor. Zuvor hatten die wichtigsten Gläubiger den Interessenten eine Woche Zeit gegeben, ihre Angebote nachzubessern. Die 13.200 Beschäftigten in Deutschland sollten Ende Juni 2012 die Kündigung erhalten. Ein Ausverkauf sollte in ca. 2.800 deutschen Filialen zeitnah beginnen. Die 342 Schlecker-XL-Märkte und die 490 Filialen von Ihr Platz mit insgesamt 5100 Mitarbeitern sollten jedoch weiterhin geöffnet und erhalten bleiben. Der Verkauf an den Investor Dubag scheiterte am Gläubiger Euler Hermes, sodass Dubag sein Angebot zurückzog. Für Ihr Platz sollte weiter ein Käufer gesucht werden.
Am 8. Juni 2012 begann der Ausverkauf der Ware in den Schlecker-Filialen.
Am 27. Juni 2012 wurden fast alle verbliebenen Schlecker-Filialen in Deutschland geschlossen. Am 28. November 2012 wurden im Zentrallager in Ehingen vom Insolvenzverwalter weite Teile des geschäftlichen Inventars wie Regale und Gabelstapler in Anwesenheit von mehreren hundert Interessenten versteigert.
22.959 Mitarbeitern der Drogeriekette Schlecker wurde im Juni 2012 gekündigt. Rund 10.000 davon konnten in der Zeit bis Oktober 2012 eine neue Arbeitsstelle antreten. Nur wenige ehemalige Angestellte haben sich für eine Umschulung zum Erzieher oder Altenpfleger beworben. In einem Modellversuch schulte die Deutsche Bahn in Zusammenarbeit mit der Bundesagentur für Arbeit 2013 14 Schlecker-Angestellte zum Fahrdienstleiter oder Weichenwärter um.
Bis Ende 2012 hatten nach Angaben der Bundesagentur für Arbeit von 23.400 entlassenen Mitarbeitern mehr als 9.000 (rund 40 Prozent) wieder Arbeit. 2.300 hätten sich nicht mehr länger arbeitslos gemeldet. Der Umsatz des Konkurrenten Rossmann stieg im Jahr 2012 um 16 Prozent an, Marktführer dm legte im Ende 2012 abgelaufenen Geschäftsjahr um 11 Prozent zu. Rossmann übernahm nach eigenen Angaben mehr als 2.000 Beschäftigte und rund 100 Filialen der Tochtergesellschaft Ihr Platz.

#### Schlecker XLund weiterer Verlauf des Insolvenzverfahrens
Nach dem Scheitern einer Auffanglösung (Transfergesellschaft) gingen rund 4.500 Kündigungsschutzklagen bei den Gerichten ein. Am 28. Juni 2012 wurde bekannt, dass auch die rund 350 Schlecker-XL-Filialen schließen, da laut Insolvenzverwalter Investoren durch die Welle an Kündigungsschutzklagen abgeschreckt worden seien. Am 26. Juli 2012 begann der Ausverkauf bei Schlecker XL. Am 31. Juli 2012 wurden 57 Schlecker-XL-Filialen an die H.H. Holding verkauft. Am 10. August 2012 übernahm NKD 50 Schlecker-XL-Filialen. Am 29. August schlossen die verbliebenen Schlecker-XL-Filialen.

#### Ermittlungsverfahren der Staatsanwaltschaft Stuttgart
Aufgrund des Verdachts auf Untreue, Insolvenzverschleppung und Bankrott leitete die Staatsanwaltschaft Stuttgart im Juli 2012 ein Ermittlungsverfahren gegen Anton Schlecker und 13 weitere Beschuldigte ein. Am 6. März 2017 begann der Prozess gegen Anton Schlecker. Seine Ehefrau Christa und die Kinder Lars und Meike wurden wegen Beihilfe angeklagt. Am 27. November 2017 verurteilte das Landgericht Stuttgart Anton Schlecker wegen vorsätzlichen Bankrotts zu einer zweijährigen Freiheitsstrafe auf Bewährung und einer Geldstrafe in Höhe von 54.000 €. Seine Kinder Lars und Meike wurden unter anderem wegen Insolvenzverschleppung, Betrugs und Untreue zu Haftstrafen von 34 beziehungsweise 35 Monaten verurteilt. Das Verfahren gegen Christa Schlecker war bereits vorher gegen Zahlung einer Geldauflage eingestellt worden. Auf die Revision änderte der Bundesgerichtshof am 25. April 2019 lediglich das Strafmaß geringfügig nach unten ab (auf 33 Monate für beide Angeklagten), bestätigte aber das Urteil des Landgerichts im Übrigen.

#### Klage des Insolvenzverwalters
Der Bundesgerichtshof entschied am 29. November 2022 über eine Schadensersatzklage des Insolvenzverwalters von Schlecker in Höhe von 212 Mio. Euro gegen mehrere Hersteller von Drogerieartikeln, die im Rahmen des sogenannten "Drogeriekartells" unzulässige Preisabsprachen zulasten des Unternehmens getroffen hatten. Die Vorinstanzen hatten noch entschieden, dass Schlecker durch die unzulässigen Preisabsprachen kein Schaden entstanden sei. Der Bundesgerichtshof verwarf diese Annahme und verwies den Fall an den zuständigen Kartellsenat des Oberlandesgerichts Frankfurt zurück.

#### Klage der Zeitarbeitsfirma Meniar
Der Insolvenzverwalter der Zeitarbeitsfirma Meniar erhob im Jahr 2016 Klage gegen Anton Schleckers Frau und Kinder Christa, Meike und Lars Schlecker sowie gegen den ehemaligen Geschäftsführer von Meniar Alois Over auf Rückzahlung eines unrechtmäßig gewährten Darlehens in Höhe von 1,37 Mio. Euro. Über ein juristisches Konstrukt, bei dem Alois Over als Treuhänder für die Schlecker-Familie fungierte, sollen diese kurz vor der Insolvenz von Schlecker der Zeitarbeitsfirma Meniar liquide Mittel entzogen und in das Privatvermögen der Schlecker-Familie überführt haben, bevor diese aufgrund der Insolvenz ihres Hauptkunden ihrerseits Insolvenz anmelden musste. Das Landgericht Zwickau gab am 27. Mai 2024 der Zahlungsklage des Insolvenzverwalters im Höhe von 1,35 Mio. Euro zuzüglich Zinsen statt.
Die Familie Schlecker legte gegen dieses Urteil Berufung vor dem Oberlandesgericht Dresden ein, das im Juni 2025 in einem Vergleich endete, in dem sich die Schlecker-Familie zur Rückzahlung von 800.000 Euro an den Insolvenzverwalter verpflichtete.

### Wettbewerbslage
Schlecker stellte zeitweise 76 Prozent der Drogeriemärkte in Deutschland, hatte 2007 einen Marktanteil von 38,1 Prozent und war damit Marktführer unter den Drogeriemarktketten. Hauptkonkurrenten waren dm-drogerie markt, Rossmann und Müller.
Durch den harten Konkurrenzkampf unter diesen vier Unternehmen stagnierten nach Einschätzung von Marktbeobachtern die Umsätze von verschiedenen Schlecker-Märkten in den letzten Jahren. Um dem entgegenzuwirken, startete Schlecker ein Standortoptimierungsprogramm, bei dem rund 1000 kleinere und umsatzschwache Filialen geschlossen und neue rentablere Filialen eröffnet werden sollten.
Der Betriebsrat kritisierte dieses Programm, da Mitarbeitern bereits zuvor gekündigt worden sei oder eine Kündigung drohte. Ein Unternehmenssprecher wies die Information als unzutreffend zurück, da es zwar zur Schließung von Filialen kommen werde, aber insgesamt allein im Jahr 2004 272 neue Verkaufsstellen eröffnet und den Beschäftigten entsprechende Übernahmeangebote für die neuen Märkte unterbreitet worden seien.
| Quelle: manager Magazin 2/2008    | 2004   | 2005   | 2006   | 2007*  |
| --------------------------------- | ------ | ------ | ------ | ------ |
| Anteil am deutschen Drogeriemarkt | 42,1 % | 41,5 % | 40,3 % | 38,1 % |

* = Schätzung.

### Tarifverträge und Betriebsräte
1995 hatte Schlecker einen ersten Tarifvertrag mit den damaligen Gewerkschaften HBV und DAG abgeschlossen, in dem die Bindung Schleckers an den Einzelhandelstarif und die Modalitäten von Betriebsratsaktivitäten bei Schlecker festgeschrieben wurden. 1998 hatten sich bei Schlecker auf der Basis dieser Einigung 68 Betriebsratsgremien mit 140 Betriebsratsangehörigen erfolgreich etabliert.
Laut Frank Bsirske gab es 2010 bei Schlecker 170 Betriebsratsgremien und einen Gesamtbetriebsrat. Schlecker gab die Zahl der Betriebsratsangehörigen mit insgesamt rund 1000 an. Von den 34.000 Schlecker-Mitarbeitern in Deutschland waren 11.000 Ver.di-Mitglieder.
Am 1. Juni 2010 hatte Schlecker mit Ver.di drei neue Tarifverträge abgeschlossen: Einen Sozialtarifvertrag und einen Beschäftigungssicherungstarifvertrag für die Beschäftigten in den alten Schlecker-Märkten, sowie einen Vertrag zur Tarifbindung der neuen Schlecker-XL-Märkte, die zur rechtlich eigenständigen Schlecker XL GmbH gehören. Mit diesen neuen Tarifverträgen wurde die Kontroverse um die neuen Schlecker-XL-Märkte beigelegt, in denen die Angestellten zunächst ohne Tarifbindung beschäftigt worden waren. Durch den Tarifvertrag hatte sich die Situation der Beschäftigten von Schlecker XL verbessert. Sie wurden nun in ganz Deutschland nach dem Einzelhandelstarif von Baden-Württemberg bezahlt. Die Einigung wurde in Politik und Wirtschaft einhellig begrüßt. Nach neuerlichen Vorwürfen der Gewerkschaft Ver.di hinsichtlich der Vergütung von Überstunden stand infrage, ob die tarifvertraglichen Vereinbarungen von Schlecker auch bereits lückenlos umgesetzt werden. Schlecker hatte sich aber dann zur finanziellen Vergütung der Überstunden verpflichtet.
Der für Schlecker zuständige Ver.di-Gewerkschaftssekretär Achim Neumann äußerte sich im November 2010 gegenüber dem Manager Magazin positiv über die tarifvertraglichen Verpflichtungen von Schlecker: „Schlecker ist geradezu Vorreiter der Branche.“ Ver.di-Chef Frank Bsirske bestätigte diese Einschätzung in seiner Rede auf dem Leipziger Ver.di-Bundeskongress im September 2011 nochmals. Ein Artikel in der Wirtschaftswoche hält die Gewerkschaften hingegen für mitschuldig am Bankrott des Unternehmens, da sie nicht rechtzeitig die Bereitschaft gezeigt hätten, einen Sanierungskurs mitzutragen.

## Schlecker International
Von der Insolvenz waren die Konzerntöchter außerhalb Deutschlands nicht betroffen. Die internationalen Aktivitäten, mit Ausnahme von Frankreich, waren in der 100%igen Konzerntochter Schlecker International GmbH gebündelt. Darunter war das europäische Filialnetz in den zwei Tochtergesellschaften Anton Schlecker Gesellschaft m.b.H. (Österreich) und Schlecker S.A. (Spanien) aufgeteilt.

### Anton Schlecker GmbH (Österreich)
Am 27. August 1987 wurde die Firma Anton Schlecker Gesellschaft m.b.H. (gemeinhin als Schlecker Österreich bekannt geworden) mit Sitz in Pucking in Oberösterreich gegründet. Die Gesellschaft ist die Österreich-Tochter der Schlecker International GmbH. Bis Ende Juli 2012 war Anton Schlecker im Firmenbuch als Geschäftsführer eingetragen. Mit 26. Juni 2012 wurde Johannes Zuber zum Interimsgeschäftsführer der Anton Schlecker Gesellschaft m.b.H. (Schlecker Österreich) bestellt, er gehört dem Team von Insolvenzverwalter Arndt Geiwitz an. Unverändert in ihren Positionen bleiben die bisherigen Manager Andreas Kozik als Geschäftsführer für den Vertrieb und der Prokurist und Einkaufsleiter Helmut Kampenhuber.
Zu dem österreichischen Unternehmensteil gehören auch die Niederlassungen in Polen, Luxemburg, Belgien und in Teilen von Italien. Der gesamte Teilkonzern der Anton Schlecker Gesellschaft m.b.H. wurde Ende Juli 2012 an österreichische Investoren verkauft (siehe nachstehend).

#### Zahlen und Fakten
1994 war Schlecker in Österreich mit 467 Filialen präsent. Dann expandierte das Unternehmen stetig, bis 2003 der Höchststand mit 1.248 Standorten erreicht wurde.
Seitdem nahm die Zahl der Filialen ab: 2005 gab es noch 1.176, 2009 1.037 und Ende 2010 974 Filialen.
2012 wurde von ca. 3500 Mitarbeitern in 927 Filialen ein Umsatz von rund 451 Millionen Euro erwirtschaftet. Schlecker gehörte somit gemeinsam mit dm-drogerie markt (376 Outlets, ca. 644 Millionen Euro Umsatz) und BIPA (580 Filialen) zu den Top 3 im österreichischen Drogeriefachhandel. Die Logistik wurde über die Zentrallager in Gröbming und Pöchlarn abgewickelt, das Lager Wolfau war seit Oktober 2011 stillgelegt, weil es auf Grund des Marktrückzuges aus Ungarn nicht mehr benötigt wurde. Zum Zeitpunkt der Insolvenz in Deutschland hatte der Konzern in Österreich rund 970 Niederlassungen und beschäftigte etwa 3000 Mitarbeiter.

#### Entwicklung in Österreich nach Insolvenz in Deutschland
Im Mai 2012 war bekannt geworden, dass seitens des Insolvenzverwalters mit drei Käufern verhandelt wurde, wobei man davon ausging, dass die von Deutschland unabhängige Kette mit 930 Märkten und rund 3000 Mitarbeitern als Ganzes weiterbestehen wird. Anfang Juni wurde berichtet, dass es für die österreichische Schlecker-Tochter (damals: vorerst) keine Insolvenz geben wird.
Darunter war mit dem österreichischen Industriellen Josef Taus, Eigentümer der Management Trust Holding (MTH), verhandelt worden, der an einem Teil der österreichischen Schlecker-Filialen interessiert gewesen wäre, da sie zur ebenfalls zum MTH-Konzern gehörenden Handelskette Pfennigpfeiffer strukturell gepasst hätten.

#### Verkauf und Unternehmensübergang
Am 31. Juli 2012 wurde bekannt, dass die Schlecker-Tochter Anton Schlecker Gesellschaft m.b.H. an eine österreichische Investorengruppe rund um den Unternehmenssanierer Rudolf Haberleitner und dessen Private-Equity-Fonds TAP 09 verkauft wurde. Mit der Unternehmensübernahme sollen alle 900 Standorte in Österreich, sowie die 450 in Italien, Polen, Belgien und Luxemburg übernommen, sowie rund 4600 der 5000 Mitarbeiter weiterbeschäftigt werden. Der Drogeriehandel soll zwar weiterbehalten, das Konzept aber ergänzt und in eine Nahversorgungskette „für den täglichen Bedarf“ umgebaut werden. In unterschiedlichen Kreisen wird jedoch am Erfolg der Restrukturierung und dem Rebranding zu dayli (geplant war daily für engl. täglich; dies sei markenrechtlich nicht schützbar gewesen) gezweifelt. Schlecker Österreich soll über ein Eigenkapital von 268 Millionen Euro verfügt haben und schuldenfrei sein. Nach Abschreibung der Forderungen in Höhe von 174 Millionen Euro an die Schlecker-Mutter und von 23 Millionen Euro für die Märkte Ungarn und Dänemark soll (Ende) 2012 das Eigenkapital der Gesellschaft bei 80 bis 85 Millionen Euro liegen.
Am 1. August 2012 wurden in Linz vom Insolvenzverwalter Arndt Geiwitz und von (einem) ungenannten Vertreter(n) des TAP 09 die Verträge für den Unternehmensübergang unterschrieben. Über die Vertragsdetails wurde zwischen den Vertragsparteien ebenfalls Stillschweigen vereinbart, wie über den Kaufpreis. Diesen will Haberleitner mit dem Wiener Rechtsanwalt Franz Guggenberger und „Freunden“ aufgebracht haben: „Wir hätten diese Firma nicht bekommen, wenn wir nicht zahlen hätten können.“
Die Unternehmensreorganisation und die spätere Expansion sollten im Weiteren aus der Restrukturierungsgesellschaft TAP 09 Beteiligungsholding finanziert werden. Für den Fonds soll es zu diesem Zweck Zusagen in Höhe von 40 Millionen Euro gegeben haben. Die Investoren setzten sich aus Privatbanken, Privatstiftungen, vermögenden Industriellen sowie zwei Private-Equity-Fonds zusammen, wovon 15 Prozent aus Österreich kommen, darunter ein paar Industrielle, Privatstiftungen und vorwiegend Private. Der Rest setzte sich aus Deutschland, der Schweiz, dem Vereinigten Königreich, den USA und ein paar Investoren aus Osteuropa zusammen. Bis 2013 sollten pro Filiale 7400 Euro – insgesamt 10 Millionen Euro –, bis zum Jahr 2016 52 Millionen Euro investiert werden.
Der Versuch, über Gastronomiekonzessionen flächendeckend eine Sonntagsöffnung einzuführen, stieß auf großen Widerstand. Am 4. Juni 2013 reichte dayli beim Landesgericht Linz einen Antrag auf Sanierungsverfahren ohne Eigenverwaltung ein, am 30. Juli wurden alle Arbeitsplätze beim AMS zur Kündigung angemeldet.

### Schlecker S.A. (Spanien)
Siehe Abschnitte Konzernstruktur und Konzernzerschlagung.

### Sonderfälle Frankreich und Italien
Sonderstellungen nahmen – wie oben in Konzernstruktur ersichtlich – Italien und Frankreich ein:
- Der italienische Markt war auf zwei Tochtergesellschaften aufgeteilt, jeweils der österreichischen und der spanischen Zentrale unterstellt.
- Schlecker SNC in Frankreich war im Gegensatz zu den anderen europäischen Konzernunternehmen eine 100%ige Tochter der Konzernmutter Anton Schlecker e.K. und damit eine Schwesterfirma der deutschen Schlecker-Töchter.

## Unternehmensdaten

### Umsatzzahlen
Innerhalb von zehn Jahren verdoppelte sich der Konzernumsatz von Schlecker auf 6,6 Milliarden Euro im Geschäftsjahr 2005.
| Quelle: manager Magazin 2/2008               | 2004 | 2005 | 2006 | 2007 |
| -------------------------------------------- | ---- | ---- | ---- | ---- |
| Umsatz Drogerien (in Mrd. €)                 | 5,7  | 5,5  | 5,6  | 5,5  |
| Umsatz sonstige Dienstleistungen (in Mrd. €) | 0,7  | 1,1  | 1,3  | 1,5  |

### Filialnetz
Schlecker beschäftigte mit Stand Januar 2012 nach eigenen Angaben europaweit rund 47.000 Mitarbeiter und war somit das größte Drogeriemarktunternehmen Europas. Sowohl Anton Schleckers Frau als auch die beiden Kinder waren in der Konzernleitung des Unternehmens tätig.
Der Konzern hatte mit Stand 2008 über 14.155 Filialen in Europa:
- Spanien: 1.184 Filialen
- Österreich: 974 Filialen (2010)
- Italien: 230 Filialen (80 davon übernommene Blu-Drogerien)
- Polen: 69 Filialen (laut Wirtschaftsblatt im Juni 2012: 170 Filialen[121])
- Portugal: 32 Filialen
- Dänemark: 30 Filialen
- Luxemburg: 18 Filialen

Ehemalige Märkte
- Deutschland: 7.500 AS-Filialen (Mitte 2011, letzte geschlossen im Juni 2012)
- Frankreich: 200 Filialen (2012 verkauft an Système U)
- Tschechien: 151 Filialen (135 davon übernommene Droxi-Filialen; 2012 verkauft an P.K. Solvent)
- Niederlande: 245 Filialen, 2010 rund 100 Filialen (2010 aufgegeben)
- Belgien: 26 Filialen (2010 aufgegeben)[122]

Im Schnitt führte Schlecker auf 200 m² Verkaufsfläche ein Drogeriesortiment von rund 4.000 Artikeln. Zudem unterhielt Schlecker Metzgereifilialen auf der Schwäbischen Alb, in Oberschwaben und im Allgäu sowie einen Bau- und Möbelmarkt in Ehingen.

## Kritik am Schlecker-Konzern

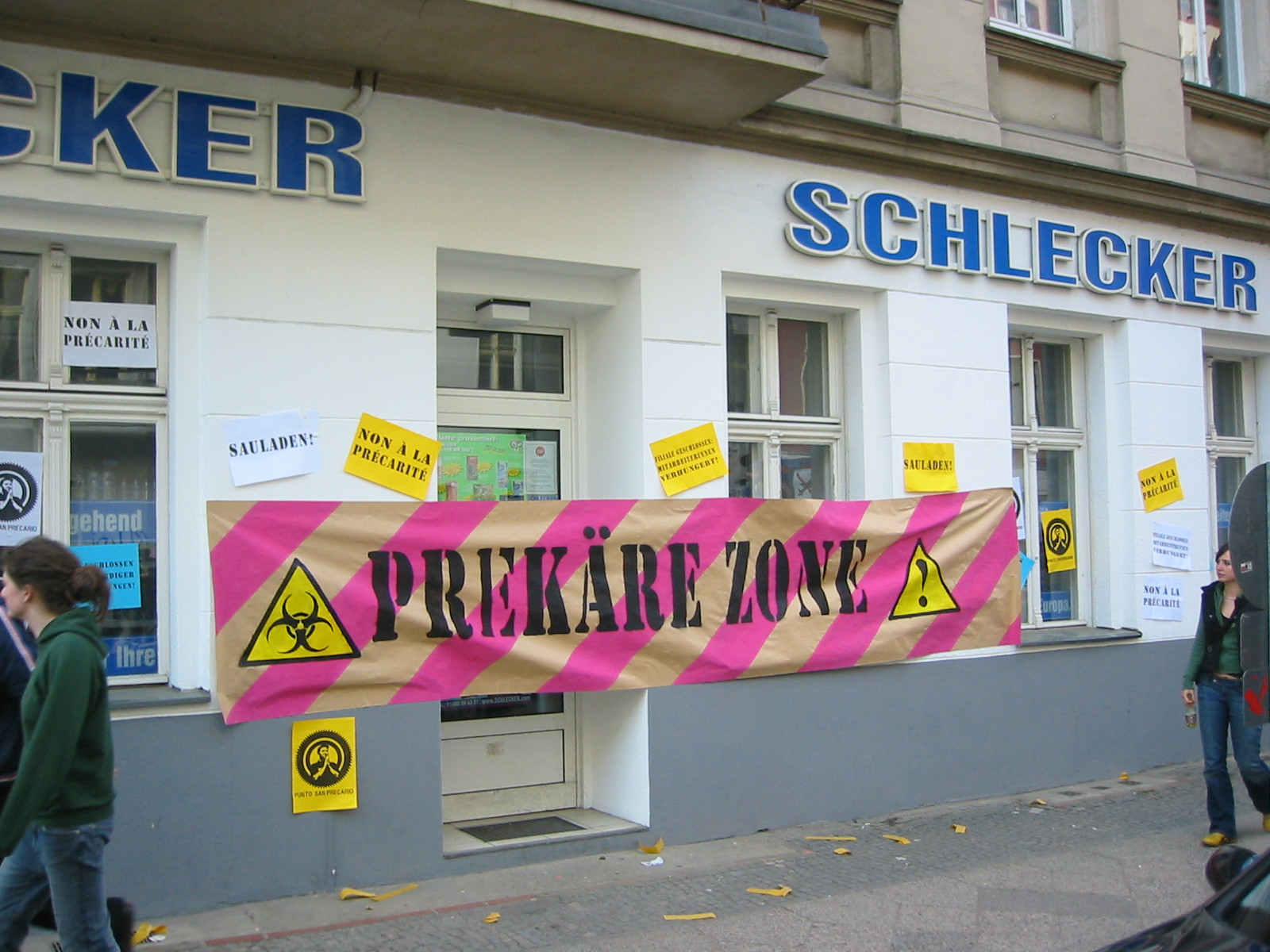
Schlecker in der Kritik auf einer Demonstration am 1. Mai in Kreuzberg (2006)

Schlecker stand aufgrund seiner Arbeitsbedingungen in der Kritik von Gewerkschaften. So war in den Läden bisweilen nur eine einzige Arbeitskraft anwesend. In der Regel arbeiteten in einer Filiale eine Vollzeitkraft und zwei Halbtagskräfte, die je nach Bedarf eingesetzt wurden.
Seit 2009 plante Schlecker, sich im Drogeriebereich mit größeren Schlecker-XL-Märkten zum Teil neu aufzustellen, was vor allem mit der Schließung kleinerer Filialen im Umkreis der größeren XL-Märkte mit bis zu 800 Quadratmetern Verkaufsfläche einherging. Laut Ver.di sollte dies bis zu 4000 kleinere Filialen betreffen; den Mitarbeitern drohte aufgrund der Schließungen eine betriebsbedingte Kündigung. Den Mitarbeitern wurde teilweise eine Beschäftigung in den neuen Märkten ermöglicht. Da diese jedoch von der rechtlich selbständigen Schlecker XL GmbH betrieben wurden, für welche die Tarifverträge der Firma Anton Schlecker bis zum Juni 2010 nicht galten, erfolgte die Weiterbeschäftigung bis zu diesem Zeitpunkt zu vorübergehend deutlich schlechteren Konditionen. Die Festangestellten waren bei Schlecker XL während dieses Zeitraums in der Minderheit: Mehr als zwei Drittel ihrer Beschäftigten rekrutierte die Schlecker XL GmbH damals als Leiharbeitskräfte von der Meniar Personalservice GmbH, deren Gründer und Geschäftsführer zuvor Personalbereichsleiter in der Firmenzentrale von Schlecker war. Da das Leiharbeitsunternehmen seinen Sitz in Zwickau hat, zahlte es auch den Mitarbeiterinnen in westdeutschen Filialen die niedrigeren Ostgehälter von teilweise weniger als 7 Euro.
Das Arbeitsgericht Marburg verpflichtete Schlecker XL am 23. April 2010 im Rahmen einer einstweiligen Verfügung, bis zum Abschluss des Hauptsacheverfahrens eine ehemalige Schlecker-Mitarbeiterin zu alten Konditionen weiterzubeschäftigen, da in der Umwandlung Schlecker zu Schlecker XL ein Betriebsübergang i. S. v. § 613a BGB zu sehen sei und daher zum Zeitpunkt des Übergangs von Schlecker bestehende Arbeitsverträge auf den neuen Schlecker XL übergegangen seien.
Mitarbeiter wurden immer wieder unter anderem durch Testkäufe kontrolliert.
Die Mitarbeiter österreichischer Schlecker-Filialen mussten, damit die Lagerbestände stimmten, Waren mit abgelaufenem Verkaufsdatum zum Vollpreis selbst kaufen.
Behauptungen, dass Schlecker-Filialen wegen unzureichender Sicherheitsvorkehrungen und kleiner Belegschaft häufiger überfallen wurden als diejenigen anderer Ketten, konnten nicht bewiesen werden.
Firmeninterne Telefonate mussten in der Vergangenheit in österreichischen Schlecker-Filialen teils mit dem privaten Mobiltelefon geführt werden, da Diensttelefone gesperrt waren; Mitarbeiter beklagten, während der Arbeitszeit keine Toilette aufsuchen zu können.
In Deutschland kündigte das Unternehmen 2010 nach erheblicher Kritik an, keine neuen Verträge mit der Leiharbeitsfirma Meniar zu schließen. Die damalige Bundesarbeitsministerin Ursula von der Leyen beabsichtigte, die Vorgänge prüfen zu lassen und sagte, es ginge ihr auch darum, „ob Gesetze verletzt oder umgangen worden sind“ und ob im bestehenden Gesetzesrahmen „Schlupflöcher und Lücken sind, die Zustände in der Leiharbeit zulassen, die nicht im Sinne des Gesetzgebers sind.“ Ver.di hatte Schlecker zuvor vorgeworfen, dass festangestellte Mitarbeiter in neue Verträge mit deutlich schlechteren Arbeits- und Einkommensbedingungen gezwungen würden, was über die Zeitarbeitsfirma Meniar („Menschen in Arbeit“) mit Sitz in Zwickau erfolge. Sie zahle einen Stundenlohn von 6,78 Euro, während der Tariflohn einer Verkäuferin im Bundesdurchschnitt bei 12,70 Euro liegt. Auch der Hauptverband des Deutschen Einzelhandels kritisierte das Vorgehen von Schlecker am 12. Januar 2010 scharf. Am 31. März 2010 wurde berichtet, dass in Schlecker-Filialen unerlaubt die Mitarbeiter gefilmt worden seien.

## Auszeichnungen
- 1992 erhielt Schlecker für seine unternehmerischen Leistungen und seine großen Expansionserfolge die Auszeichnung „Goldener Zuckerhut“ der Lebensmittel Zeitung.
- Im September 2010 wurde Schlecker für die verbrauchsärmste Geschäftswagenflotte vom Naturschutzbund Deutschland (NABU) e. V. und von der Volkswagen Leasing GmbH mit dem erstmals verliehenen Umwelt-Preis „Die Grüne Flotte“ ausgezeichnet.[134]